# Selma (Kalifornia)
Selma – miasto w Stanach Zjednoczonych, w stanie Kalifornia, w hrabstwie Fresno. Według spisu ludności przeprowadzonego przez United States Census Bureau w roku 2010, w Selma mieszka 23 219 mieszkańców.